# Mcgovernite
La mcgovernite è un minerale.